# Tomba TT40

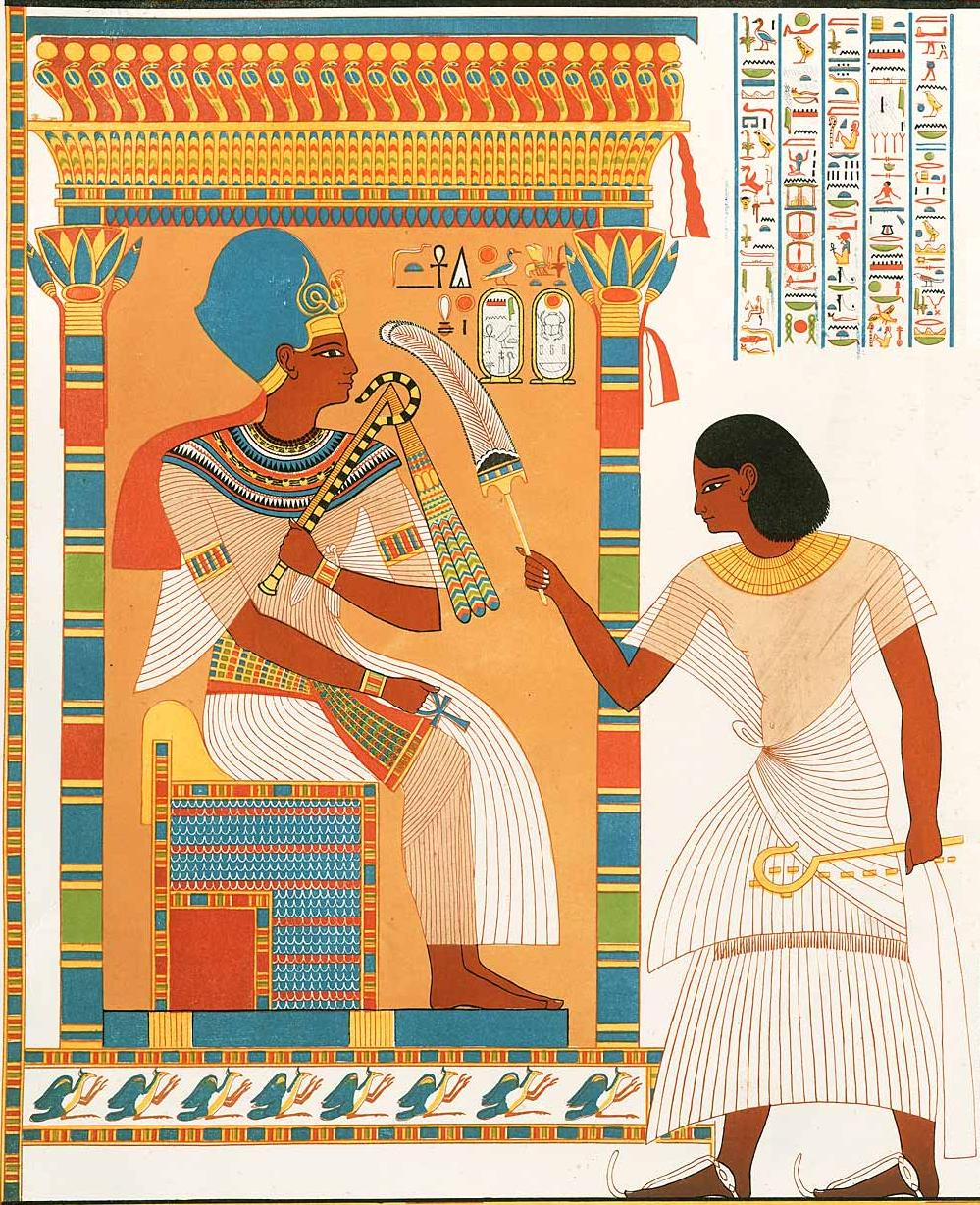
Amenhotep-Huy davant Tutankamon, com a "Portador del ventall a la dreta del rei" (TT40)

La Tomba TT40 de la necròpoli tebana de Gurnat Murrayi (Vall dels Nobles) pertany a Amenhotep-Huy, que fou virrei de Kush durant el regnat de Tutankamon.

## Descripció
K. R. Lepsius la descriu en Denkmäler aus Äegypten und Äethiopien (1849-1858), i en publicar les transcripcions dels jeroglífics i algunes fotografies.
És una tomba petita, a la qual s'arriba per un corredor de tres metres, que ix d'un pati obert. Per aquest passadís s'accedeix a una sala rectangular, i després es continua fins a entrar en una cambra menuda amb un nínxol.
- La primera sala, molt ampla i estreta, està adornada amb les úniques pintures preservades. Unes en representen escenes de la vida d'Amenhotep-Huy mostrant els seus èxits com a governador, i en altres se li veu adorant alguns déus.
- La segona cambra és quadrada, i té quatre columnes i un nínxol.

En la tomba es parla de la família d'Amenhotep-Huy: Huy era fill d'una dama de la cort anomenada Uerner. Son pare no es coneix pas. Se sap que estava casat amb Taemuadjsy, amb qui tingué si més no un fill: Paser. A més de la seua família, s'hi enumeren els seus títols, des que va començar com a escriba fins a virrei.
Entre els èxits com a virrei, esmenta la construcció d'un temple a Kush, anomenat "La satisfacció dels Déus", a Faras, Núbia. Amenhotep-Huy hi apareix sent rebut per Jay, Summe sacerdot de Nebjeperura (nom de Nesut-Bity de Tutankamon), Penne, governador de la fortalesa de Nebjeperura, Huy, el batle, i Mermose (el seu germà), Segon profeta de Nebjeperura. Taemuadysy fou Responsable de les dones del Temple d'Amon.
En altres pintures, es representa els cuixites que va empresonar en les seues guerres.